# Juan Manuel Frutos
Juan Manuel Frutos Escurra (Asunción; Paraguay, 12 de junio de 1879-ibídem, 15 de abril de 1960) fue un abogado, ministro y político paraguayo. Ejerció como el 36.º presidente de Paraguay de forma provisoria, desde el 3 de junio de 1948 hasta el 15 de agosto de 1948. Asumió la presidencia provisional con motivo de la renuncia del presidente Higinio Morínigo, ya que en aquel momento ostentaba el cargo de presidente del Máximo Tribunal de Justicia. Fue el primer presidente colorado después de casi 43 años de haber permanecido el Partido Colorado en la llanura.
Actuó en la política desde muy joven, participando de las numerosas revueltas políticas de su época.  También desarrolló una ascendente carrera judicial, la que lo llevó a presidir el poder respectivo. En 1895 ingresó al Colegio Nacional de la Capital, y en dicha institución estudió de la mano de flamantes profesores como Cleto Romero, que también era director. Su maestro de instrucción cívica y filosofía fue Emeterio González; además de Manuel Domínguez, Manuel Fernández Sánchez (maestro krausista español) Jorge López Moreira, don Blas Garay, Manuel Franco y su maestro de retórica y literatura general fue el Sr. Manuel Gondra.
Frutos Escurra fue uno de los políticos colorados con mayor relevancia posterior a los sucesos de la guerra civil de 1947 y tuvo amplio protagonismo en aquellos años hasta el advenimiento del régimen stronista. Finalmente transcurre sus últimos años ligado nuevamente al sistema jurídico paraguayo con el ejercicio de su profesión de abogado. Juan Manuel Frutos fue uno de los máximos propulsores del Primer Congreso Jurídico en el Paraguay, ejerciendo la presidencia del mismo, así también inspiró y colaboró con la fundación de la Asociación de Funcionarios y Empleados de la Administración de Justicia.  
A lo largo de su protagonismo político, el Dr. Juan Manuel Frutos sufrió varias tentativas de atentado por parte de huestes contrarias a su nucleación política. En múltiples ocasiones cuando el atentado iba dirigido a él, otras resultaban siendo las víctimas fatales y además que estos actos violentos siempre se desarrollaron durante las visitas partidarias que hacía Frutos al interior de la república. Durante los sucesivos regímenes liberales fue objeto de persecuciones por resguardar en su residencia a colorados opositores al régimen lo que además le valió estancia en la cárcel y exilios.

## Su vida
Juan Manuel Frutos Escurra nació en Asunción el 12 de junio de 1879 en el hogar de los esposos don José Dolores Frutos y doña Juliana Escurra, quien era hermana del expresidente Juan Antonio Escurra. Habilidoso ya desde muy joven con la lectura y la crítica.
Contrajo primeras nupcias con doña Ana Pane Liuzzi (hermana del prestigioso poeta y político colorado, Ignacio A. Pane), con quien tuvo 6 hijos: Juan Manuel (casado con Ana Vaesken), María Aparicia (casada con Filemón Uliambre), Matilde (casada con Luis Richer), Élida (casada con Francisco Centurión), Cayo (casado con Lucrecia Covello Massini) y Jorge (casado con Juana Albospino).  
Posteriormente, contrajo segundas nupcias con doña Elisa Sobrino, con la que tuvo 4 hijos: Augusto (casado con Pabla del Valle), Milciades (casado con Lidia Cabral), Plinio (casado con Celina Coronel), y Marina Frutos Sobrino. Finalmente llega al divorcio con su segunda esposa.
Por último, contrae matrimonio por tercera vez con doña María Luz Feytas, con quien también tuvo 6 hijos: Juan Manuel (casado con Ana Chilavert, luego con Carmen Duarte), Cristóbal (casado con Leticia Yubero), Dora (casada con Fidelino Serrati), Gladis (casada con Virgilio Clemotte), María Fidelina (casada con José María Cáceres) y Dionisio Nicolás.
A finales de 1904, el Partido Colorado por primera vez desde su fundación en 1887 es derrocado del gobierno, asumiendo por primera vez un presidente de extracción liberal. En aquella revolución, Frutos Escurra, servía en el ejército primeramente como Teniente segundo de la Guardia Nacional y durante la refriega militar, ostentó el cargo de Teniente Primero y segundo Comandante del 5° Batallón de Infantería cuya unidad tuvo por cuarteles el Colegio Nacional de la Capital, los corredores de la iglesia de Santísima Trinidad y posteriormente en una residencia en Surubí y - Limpio en cercanías del río Paraguay, donde Frutos sufre un atentado que finalmente terminó afectando a uno de sus hombres que muere a causa del disparo de un fusilero. 
Ya en las periferias de Limpio, el 5° Batallón de Infantería repele la ofensiva de una embarcación que desembarcó en Arecutacuá donde las fuerzas rebeldes estaban comandadas por el mayor Albino Jara quienes luego reembarcaron para posteriormente retornar al punto mientras que los dirigidos del 5° Batallón por Juan Manuel Frutos y los del 4° Batallón dirigidos por Federico Zelada quienes se replegaron hacia la zona de Chaco´i con la intención de evitar el paso de los revolucionarios hacia el río Confuso, posteriormente horas más tarde el presidente Juan Antonio Escurra firma su renuncia, por consiguiente, varios colorados parten al exilio.    

### Revolución de Laureles
El 2 de julio de1908 se suscita una nueva revolución comandada por el Coronel Albino Jara quien derrocó al gobierno de Benigno Ferreira. En aquella época el Poder Judicial estaba integrado por afiliados colorados como Salvador Fernández, Gregorio Morales, Ángel Medina, Isidro Ramírez, Hermenegildo Olmedo y Juan Manuel Frutos. Posterior a la revolución, Frutos se embarca hacia Buenos Aires en compañía de Juan A. Pecci y Aniceto Benítez en donde se reúne con el presidente del Partido Colorado, Bernardino Caballero y el expresidente Juan A. Escurra. Caballero precedentemente se había reunido con Benigno Ferreira, derrocado en la anterior revolución de 1909, de modo a formar una alianza entre liberales cívicos y colorados con el objetivo de formar un gobierno de coalición.  
El plan de los insurgentes era atacar a las fuerzas militares por tres flancos, desde el norte, sur y el este. El encargado de las fuerzas revolucionarias del norte era el expresidente Juan Antonio Escurra quien debía acudir junto a los insurgentes (Cayo Romero Pereira, Eduardo López Moreira, Virgilio Silveira, Marcos Amarilla y otros) ya instalados en la zona de Porto Murtinho a la espera del jefe de modo a iniciar la incursión hacia la capital. Escurra fue acompañado de su sobrino Juan Manuel quienes a bordo del vapor Miranda zarparon de Buenos Aires con dirección al norte del río Paraguay. El plan era que los tres frentes debían atacar de manera simultánea. 
Pero desde el principio el plan no pudo concluir con éxito, el primer inconveniente se dio cuando el encargado de las fuerzas revolucionarias del sur, el coronel Gill, creyendo contar con la lealtad de oficiales del gobierno decide invadir algunos pueblos del sur, adelantándose así a las demás fuerzas. Esta acción posibilitó que el gobierno sea alertado y combatir a las fuerzas con mayor tiempo. El otro problema fue que el vapor Miranda no pudo llegar a destino debido a la baja del río Paraguay, por lo que las fuerzas del norte debieron levantarse en armas ya a destiempo, lo mismo hicieron las fuerzas en el este comandadas por Enrique Solano López. Juan Manuel Frutos y Elías Ayala fueron designados para distraer al gobierno en la zona de Asunción, no obstante, el gobierno llegó a una amnistía con el coronel Gill, abortando de esa forma la otrora revolución de Laureles.

### Años 1910-1912
Fracasada la alianza entre cívicos y colorados, varias revoluciones se produjeron en los años venideros, el 25 de noviembre de 1910 asume la presidencia el liberal Manuel Gondra quien a su vez es derrocado el 17 de enero de 1911 por su propio correligionario, Albino Jara, quien asume la presidencia gobernando hasta el 5 de julio de 1911 cuando lo sucede el también liberal Liberato Marcial Rojas quien tuvo cierta simpatía con los sectores colorados otrora combatientes de la revolución de Laureles. 
El 15 de enero de 1912 se suscita una revolución que obliga al presidente Liberato Rojas a huir a Corrientes, instalándose así un triunvirato integrado por Mario Uscher, Marcos Caballero Codas y el comandante Aponte, dicho triunvirato asumió el 15 de enero del mismo año, generando así un tenso ambiente que enfrentó a las fuerzas contra revolucionarias comandadas por el colorado Cayo Romero Pereira y varios colorados. En aquel momento Frutos se encontraba en las Cordilleras acudiendo a su vez con batallones de Piribebuy y Caacupé. Posterior a los enfrentamientos en el centro de la capital, las fuerzas reagrupadas logran triunfar y derrocar el 17 de enero de 1912 al efímero triunvirato, volviendo así Liberato Rojas de Corrientes continuando por unos mese más su gobierno.
Posterior a la restitución del gobierno de Rojas, se generan nuevas revoluciones al interior del Partido Liberal que ya de por sí debilitó al gobierno de entonces, además de que el gobierno comenzó a hostigar a huestes coloradas, por lo que la alianza colorado-rojista terminó con los colorados sublevados y dirigidos por Cayo Romero Pereira, Hermenegildo Olmedo, Gregorio Morales, Tomás Romero Pereira y el Dr. Juan Manuel Frutos, que tuvo la misión de llevar el pedido de renuncia al domicilio particular del presidente Liberato Marcial Rojas, reemplazado por el médico colorado Pedro Pablo Peña quien asumió el 29 de febrero de 1912. 
Durante el efímero gobierno de Peña, Juan Manuel Frutos fue el comandante del 7° Batallón, repeliendo los ataques de revolucionarios hacia la zona de Lambaré. Ya instalado el gobierno colorado, Frutos es designado como delegado civil y militar del interior de la república. Frutos acompañado de su hermano Cristóbal Frutos al mando de una tropa de 50 soldados partiendo de Asunción hasta llegar a la ciudad de Ypakaraí donde el dirigente colorado local, Percio Becker, alerta a las tropas oficialistas de la presencia en dicha ciudad del caudillo liberal Plácido Jara, otrora delegado militar del antiguo gobierno, quien todavía tenía huestes militares a su mando. Frutos de manera hábil logra apresar a Jara y lo convoca a una reunión a la estación del ferrocarril de dicha ciudad, en donde le comunica su designación como nuevo delegado. 
En dicha reunión Jara no opone resistencia a la nominación de Frutos y entrega sus armas al nuevo delegado militar y civil. Pero Frutos sabía que necesitaba el control de las tropas al mando de Plácido Jara, dichas tropas se encontraban acuarteladas en la escuela local desde donde los oficiales eran llamados uno por uno por el mismo Jara. Entre los oficiales llamados se encontraba el teniente Duarte, comandante de dichas tropas, a quien Frutos ordenó que enviase una esquela comunicándole al oficial de guardia, el teniente Alonso, que debía presentarse ante Frutos. Alonso se niega aduciendo razones militares de no abandonar el cuartel, esto generó que el Dr. Frutos, revólver en mano, acompañara al teniente Duarte amenazándolo en caso de que se rebelara. Finalmente tras hábiles movidas de Frutos se logra dominar a dichas tropas con la posterior rendición del oficial de guardia, Tte. Alonso. 
El siguiente inconveniente que Frutos debió sortear fue el de las tropas liberales de Pirayú al mando del teniente Báez quien todavía respondía al gobierno anterior, luego Juan Manuel Frutos lo invita a dirigirse con su tropa vía tren a Paraguarí, intentando distraer a Báez, Frutos ordena a los maquinistas desviar el camino a la capital puesto que el gobierno necesitaba fuerzas militares por la inminencia de una nueva revuelta. Báez, en medio de tertulias, se percata que el destino real no es la ciudad de Paraguarí por lo que comienza una nueva lucha entre colorados y liberales. En la capital se suscita una nueva refriega por parte del ala radical del Partido Liberal quienes tras intensas luchas militares principalmente acaecidas en los alrededores de la ciudad de Luque contra las fuerzas del gobierno colorado, retoman el poder el 22 de marzo de 1912 instituyendo como presidente provisional a Emiliano González Navero. A causa de ello, colorados como Cayo Romero Pereira, Eduardo López Moreira, Tomás Romero Pereira, el Dr. Frutos y varios más debieron huir hacia Corrientes en calidad de exiliados a bordo de un barco brasileño.

### Cuestión chaqueña
A finales de la década del 20, varias voces se unieron a modo de reclamo hacia la cuestión concerniente al avance boliviano en zona del chaco paraguayo, en aquella oportunidad Frutos junto al también senador Jorge Patiño integraban la comisión de Presupuesto presentaron un proyecto en representación de la bancada minoritaria, el cual contenía las pretensiones de compra de armamentos por el precio de 200 pesos oro, moción que fue ampliamente rechazada por los demás miembros del congreso. Frutos junto a un par de líderes colorados constantemente tenían audiencias con el entonces presidente Eligio Ayala quienes en reiteradas ocasiones le comunicaron su deseo de frenar el silencioso avance boliviano que comenzó a hacerse sentir con el asesinato del alférez Adolfo Rojas Silva en 1927.

## Estudios
Retiró su diploma de bachiller en ciencias y letras el 1 de marzo de 1901. Sus estudios terciarios los realizó en la Universidad Nacional de Asunción. En 1903 inició sus clases de derecho y ciencias sociales. Obtuvo el doctorado en 1912 y su tesis en dicha ocasión fue sobre “Del interdicto de retener la posesión”. Paralelamente a sus estudios fue secretario contador de la Comisión de Obras Públicas en 1902, celador de disciplina del Colegio Nacional de la Capital en 1903, defensor de reos pobres en el año 1904, agente fiscal en lo civil (1908) y juez de primera instancia en ese rango al año 1911. El mismo año de su graduación organizó el 7.º batallón de la guardia nacional, del que más tarde fue comandante. 
Así se iniciaba la etapa juvenil de su vida, impregnada de una incuestionable vocación de servicio y  por una conducta impecable que ya desde ese entonces podía ser observada y que en el futuro se habría de resaltar.
Dirigió varios periódicos y escribió obras de índole política.  En un momento de su vida tuvo que soportar el inevitable destierro en Corrientes, donde escribió las vivas páginas de “¡Luchad!”. Trabajó como periodista en “General Caballero” donde ejerció el cargo de director a fines de 1913 hasta 1916, en enero de 1913 debe partir al exilio debido al golpe cuartelero que buscaba el derrocamiento del presidente Eduardo Schaerer, controlada la refriega, Frutos regresa al Paraguay para trabajar en el periódico con periodistas como Enrique Solano López, Juan E. O´Leary, Juan Natalicio González, Leopoldo Ramos Giménez y Manuel Ortiz Guerrero. Además trabajó en “El Sufragio” con el Dr. Domingo Montanaro en 1921, “El Colegiado” en 1923, esto lo llevó a sufrir persecuciones y hasta a estar en  prisión en varias ocasiones. Falleció en Asunción, el 15 de abril de 1960.
A su vuelta del exilio en 1912 fue parte de la creación de las comisiones parroquiales y departamentales de ciudades como: Paraguarí, Carapeguá, Villarrica, Guarambaré, Hyaty, Mbocayaty, Yataity, Pilar, Guazú-cuá, Tacuaras, San Pedro del Paraná, Lima, Luque, Limpio, San Lorenzo del Campo Grande, Ñemby, Ypané, San Antonio, Concepción, Nueva Germania, Horqueta, San Pedro, Villeta, Villa Oliva, Belén, Villa Franca, Alberdi, Humaitá, Capiatá, Itauguá, Emboscada, Altos, San Bernardino, Atyrá, Ypacaraí, Barrero Grande, Arroyos y Esteros, Santa Elena, Itacurubí del Rosario, Valenzuela, San José, San Joaquín, Cnel. Oviedo, Encarnación, Jesús y Trinidad, Carmen del Paraná, San Cosme y Damián, Coronel Bogado, Gral. Artigas, Yuty, Yegros, Borja, Maciel, Iturbe, San Juan Nepomuceno, Mbuyapey, Quyquyhó, Quiindy, San Roque González, Acahay, Ybycuí, Villa Florida, San Miguel de las Misiones, San Juan Bautista de la Misiones, San Ignacio, Santa Rosa, Santa María, Santiago, General Delgado, Pirayú, Escobar, Caballero, Ybytymí, Coronel Martínez, Villa Hayes, Monte Sociedad, Paso de Patria, Itá, Areguá, Yaguarón, Ayolas, Hohenau, Unión, y Villa del Rosario[cita requerida].

## Labor escrita
Entre las diversas obras escritas que posee Juan Manuel Frutos Escurra se encuentran:
- Folleto "Luchad", escrito durante su exilio.
- "Carta Política", publicada en el diario La Capital el 3 de septiembre de 1912, escrita también durante su exilio en Corrientes.
- Debate sobre cuestiones partidarias con el director del periódico El Tiempo, en 1913, con el director del mencionado periódico, Antonio Sosa.
- Manifiesto en 1914 "Por el Partido Colorado".
- Circular impresa "A los colorados de Quiindy" , noviembre de 1916.
- "Carta Política" al director de "Los Principios", órgano eclesiástico, en febrero de 1913.
- "Dictadura en el Paraguay. Apresamiento de periodistas. Empastelamiento del periódico General Caballero" manifiesto de 1915.
- "Comunicado del delegado general a los colorados de la República", 1917.
- "Manifiesto a los afiliados del XV Distrito Electoral de Paraguarí", diciembre de 1913.
- "Manifiesto a mis colorados y amigos por motivo de mi elección a la cámara de Senadores". Febrero de 1917
- "Alerta" al pueblo colorado. Abril de 1918.
- Manifiesto "La Asociación Nacional Republicana en Piribebuy". Febrero de 1918.
- Manifiesto a "Los colorados de Santísima Trinidad".
- Folleto "Asociación Nacional Republicana. Elecciones presidenciales del 23 de mayo de 1920".
- Folleto "Concepciones políticas: La tierra es de quien la trabaja". Convención colorada de 1921.
- Manifiesto "A los republicanos de Villeta". Año 1919
- Manifiesto "A los colorados de Misiones". Octubre de 1925.
- Manifiesto con motivo de la Convención colorada de 1929.
- Manifiesto "Partido Colorado". 16 de noviembre de 1923.
- "Polémicas sobre la interpretación de la Ley Electoral", con Ricardo Brugada, año 1919.
- Manifiesto "A los correligionarios de Iturbe, Marzo de 1921.
- Manifiesto como Delegado General del Partido Nacional Republicano, febrero de 1921.
- Manifiesto "A los colorados del pueblo de Yaguarón", agosto de 1926.
- Manifiesto "A los colorados del pueblo de Tabapy". Mayo de 1920.
- "A los correligionarios de mi delegación". Diciembre de 1921.
- "A los colorados de la ciudad de Quiindy". 1926
- "Cartas políticas". Dirigidas al entonces presidente de la república Dr. Manuel Franco a causa del fallido atentado contra Frutos y Antolín Irala por el político opositor Higinio Cataldo. Año 1918
- Manifiesto con razón de la proclamación de candidato a Senador. Mayo de 1929.
- "A los colorados de Carapeguá (Febrero de 1931) y Paraguarí (Febrero de 1921)".
- Manifiesto dirigido a los correligionarios colorados. Abril de 1923.
- Manifiesto "Propiciando el sistema colegiado como gobierno partidario". 16 de agosto de 1924.
- "Mi lopizmo, mi tiranofilia y el nacionalismo liberal". Febrero de 1929.
- Manifiesto "En vísperas de la convención colorado. Diciembre de 1926.
- Manifiesto "A los abstencionistas y eleccionistas"
- Manifiesto "A los colorados de la república: La unificación del coloradismo, más que partidaria, es una necesidad nacional". 1935
- Manifiesto "A los colorados de la república". Año 1936
- "Carta Política sobre expropiación". Dirigida al presidente de la República Cnel. Rafael Franco. 5 de marzo de 1937.
- "Reforma Constitucional: Su oportunidad y necesidad". Agosto de 1931 y "algo más sobre la reforma constitucional". 23 de julio de 1931.
- "Mi proyecto, La Nación y La Tribuna". Agosto de 1930.
- "La reforma constitucional, temores infundados". Año 1931.
- "La reforma constitucional y la guerra del Chaco". Año 1932.
- "Mis convicciones democráticas. Febrero de 1933.
- "Cerrando un diálogo". A causa de una manifestación pública por ataque de aviones bolivianos. 3 de febrero de 1933.
- "Por el municipio". Ensayo como respuesta al proyecto de ley sobre la constitución de municipalidades presentado por la Cámara Joven. Julio de 1917.
- Primer artículo de "Reforma constitucional" publicado en el periódico "El País". 5 de julio de 1940.
- "Algo más sobre la unificación colorada" abril de 1951.
- "Por la pacificación de los espíritus y la unidad de la familia colorada". Julio de 1948.
- "Un gobierno totalmente colorado para todos los paraguayos".15 de junio de 1948.
- Folleto "El Partido Colorado ante su responsabilidad histórica" (1949). "Pasado y porvenir del coloradismo" 21 de septiembre de 1949.
- "Algo más sobre la unificación colorada". Marzo de 1948.
- "A la memoria de mi llorado amigo Mayor Bonifacio Caballero (Trata de unificación).
- Manifiesto "Todos para uno, uno para todos". 14 de mayo de 1952.
- Proyecto de ley sobre aumento al personal docente. Julio de 1917.
- Proyecto sobre expropiación de una lonja de terreno necesario para unir las ciudades de Acahay y Escobar. Año 1917.
- Proyecto de interpelación al ministro de Guerra y Marina por apresamiento y maltrato de varios ciudadanos en el cuartel de Paraguarí. Año 1918.
- Proyecto de "Creación de escuelas de enseñanza mínima. Nacionalización de las Escuelas particulares y aumento de asignación del personal docente. Año 1919.
- Proyecto de interpelación al ministro del interior Luis Alberto Riart por motivo de los azotes propinados a soldados en la Guardia Cárcel, falta de higiene y alimentación. 3 de junio de 1919.
- Presentación como miembro de la comisión de legislación del proyecto: "Ley de descanso dominical".
- Folleto "levantamiento del estado de sitio: Anotaciones para los delegados" presentado a la convención partidaria del 25 de noviembre de 1918.
- Proyecto de interpelación al ministro del Interior por el atentado perpetrado por el jefe político de la ciudad de Yegros, Higinio Cataldo.
- Presentación ante el senado en 1919 del "proyecto de ley sobre amnistía amplia".
- Proyecto de ley sobre derogación del contrato de compraventa con pacto de retroventa en 19321, aprobado por el pleno del senado.
- Proyecto de ley sobre tasa e intereses por el que se limitan los préstamos y obligaciones en junio de 1930.

## Trayectoria política
Fue un hombre activo en política desde muy joven, participó de las numerosas revueltas políticas de su época.  Perteneció al Partido Nacional Republicano (Partido Colorado) y fue presidente de la Suprema Corte de Justicia. Ocupó cargos de relevancia en la Junta de Gobierno del Partido Colorado desde 1908 hasta 1947. El 30 de abril de 1906 suscribió el acta de fundación de la Liga de la Juventud Independiente,  esta era una organización que tomaba como bandera el cumplimiento de la Carta Magna del año 70, de allí fue que se conoció a sus miembros como “constitucionales”. 
En 1910 fueron desarrolladas las elecciones municipales a nivel país, elecciones en las que Frutos participó respaldando las candidaturas por los distritos de San Roque y Trinidad de Antonio Vasconsellos y Jaime Martínez Pimienta. No obstante, dichas elecciones fueron anuladas debido a que la jornada electoral culminó con actos de violencia en los diferentes centros de votación a nivel país por lo que Frutos debió partir momentáneamente al exilio. Nuevas elecciones parlamentarias se desarrollaron el 26 de mayo de 1911 en medio de un clima no menos tenso que la anterior elección municipal, en estas elecciones también participó Juan Manuel esta vez como presidente de mesa respaldando las candidaturas de Ricardo Brugada y Patrocinio Zelada, aspirantes a la cámara de Diputados y Senadores respectivamente por los distritos de Catedral y Recoleta, elecciones en las que ambos candidatos salieron victoriosos.
Participó en la rebelión de los Laureles en 1909, como ayudante del coronel Escurra. Durante el efímero mandato del Doctor Pedro P. Peña se lo designó delegado civil y militar en la campaña. Fue secretario de la Comisión Directiva y miembro del Comité Ejecutivo por diversos períodos. Se desempeñó como delegado partidario en las Misiones  y también delegado en el 15° Distrito Electoral de Paraguarí, en 1923 completó el colegiado de la ANR juntamente con O`Leary y el Dr. Ramírez, así como con el Dr. Salvador Fernández, Juan Monte, Bernardino Gorostiaga Lofruscio.
Realizó campañas políticas en las zonas de Quiindy y Carapeguá, a su vez en la segunda ciudad representó al Partido Colorado en sucesivas elecciones, en donde constantemente eran sojuzgados por huestes liberales en las mesas de votación. En 1920 a poco de desarrollarse las elecciones presidenciales, el Partido Colorado había decidido públicamente abstenerse de presentar candidaturas como respuesta a los atropellos sufridos en elecciones pasadas. No obstante, Juan Manuel Frutos 4 días antes decide finalmente mandar a imprimir cien boletines de voto de los candidatos colorados quienes tomaron desprevenidos a los liberales, por lo que a pesar de haber ganado por amplia mayoría a los colorados, perdieron en diversas ciudades en las que el voto colorado era casi nulo.         
En 1947, durante la guerra civil, fue miembro del comité de defensa civil y después titular de la comisión de unificación. El 19 de mayo de 1954 condujo un “Manifiesto al pueblo de la República” y el 27 de octubre de 1955 participó del denominado “reencuentro”. Fue también presidente de la comisión especial que se constituye para difundir en la campaña la “doctrina de la buena fe”.
El 28 de abril de 1917 presentó un proyecto en el que solicitaba al PE que realizara copia de todos los antecedentes de habeas corpus que fueron presentados, y de insubordinación a las disposiciones del Superior Tribunal en ese sentido. En cuanto a su tarea legislativa bastará indicar que ella fue cumplida en el Senado en dos ocasiones: 1917 y 1929. El 19 de junio de 1930 presentó una iniciativa que tendía ala abolición del artículo del Código Civil que permite el “pacto de retroventa”, que él pensaba que era de “grave daño” para la propiedad privada de las clases consideradas débiles económicamente. Asimismo pidió la modificación de diversos artículos de la Constitución y propuso la introducción de otros. El 12 de junio de 1947 fue elevado a la presidencia de la Corte Suprema de Justicia luego de la muerte del Dr. Juan León Mallorquín a quien lo unía varias similitudes. El 2 de mayo de 1949 propició la convocatoria al Primer Congreso Judicial. El 26 de noviembre de 1949 se alejó involuntariamente del cargo, pero retornó el 20 de junio de 1956 y en ese año propició la realización de un segundo congreso. 
El 26 de noviembre de 1949 se supo que el Doctor Frutos había renunciado a la titularidad de la Corte, luego de que una comisión representativa del Partido Colorado y formada por ministros del PE y tres miembros de ese cuerpo, le solicitaron  la renuncia en su propio domicilio, a la que él se negó con verdadera rectitud a causa de la ilegalidad en la que se realizó el pedido. A raíz de esto fue reemplazado de oficio, pero no les dio el gusto sin antes  disponer del levantamiento de un acta notarial. Así de objetivo era Juan Manuel Frutos. Dicha comisión que le había solicitado su dimisión estaba integrada por propios correligionarios Rigoberto Caballero, Fabio Da Silva, Evaristo Méndez Paiva, Osvaldo Chaves, Roberto L. Petit y Guillermo Enciso Velloso.

## Gobierno

### Elección como presidente provisional

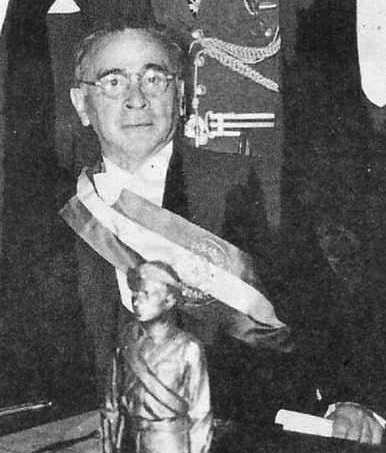
Frutos en el día de la asunción presidencial.

Morínigo había firmado su renuncia al cargo el 3 de junio de 1948, la asamblea legislativa se reunió al día siguiente y lo nombró  sucesor del presidente Higinio Morínigo, al estar en el cargo de Presidente del Máximo Tribunal de Justicia, luego del derrocamiento de Morínigo a raíz de una sospecha no declarada de que intentaría prolongar su mandato con el apoyo de las armas. Asumió la presidencia desde la noche del 3 de junio hasta el 15 de agosto de 1948 fecha en que entregó el poder a su sucesor Natalicio González. Su gobierno duró dos meses y 12 días. Con su elección se ponía fin a 43 años de llanura colorado constituyéndose el primer presidente de extracción colorada.

### Obras de gobierno
Durante su gobierno se declaró el 16 de agosto como “Día del Niño Paraguayo”, que ya había venido proyectando el historiador y profesor don Andrés Aguirre, que en ese entonces era director de Informaciones de la Presidencia. El 13 de agosto de 1948 se creó el Ministerio de Justicia y Trabajo. Otras obras están relacionadas con el “Régimen legal de la Propiedad Intelectual”, esto fue antes de que rigiera la actual ley 94, la modificación de la “Ley Orgánica Municipal n.º 915” Y la “Creación del Instituto de Cultura Nacional”. Hubo también otros decretos que merecen ser destacados, entre ellos el que “nacionaliza los servicios de electricidad y tranvías” y uno por el cual se otorga la condecoración de la “Orden Nacional del Mérito” al célebre filósofo y profesor chileno don Enrique Molina. Durante su efímera administración se intentó pacificar la república posterior a la salida forzosa del gobierno de Morínigo, producto ya de su malograda relación con sus otrora aliados colorados. Desde su cargo, Frutos realizó diversas giras a nivel nacional, principalmente en la zona del interior, donde en múltiples ocasiones exhortó a las huestes coloradas a mantener siempre la entereza ante los recientes acontecimientos sucedidos posterior al advenimiento de la guerra civil de 1947. 

## Últimos años
Una vez cumplido su período provisional como presidente, el 15 de agosto de 1948, entrega el mando al también colorado Juan Natalicio González, también siendo desde 1902 el primer colorado en entregar el mando a otro correligionario. El 18 de agosto de 1948 reasume sus funciones en la Suprema Corte, sin embargo, el 26 de noviembre de 1949 renuncia a la titularidad de la Corte y vuelve a sus funciones de abogado en su estudio jurídico ubicado en aquel entonces sobre la calle Tacuarí número 495, sin embargo retorna a la titularidad en 1956 nominado por el entonces presidente, Alfredo Stroessner. 

### Muerte
Luego de varios años de lucha partidaria y persecuciones sufridas durante el régimen liberal, el 15 de abril de 1960, fallece en Asunción el doctor Juan Manuel Frutos Escurra a los 80 años, quien hasta su muerte, ejerció la titularidad de la Corte Suprema de Justicia. La administración de Alfredo Stroessner decidió decretar duelo nacional, por lo que el pabellón patrio ondearía a media asta en edificios de dependencia pública, establecimientos militares y buques pertenecientes a la Marina. 
En aquella oportunidad, el diario PATRIA expresaba cuanto sigue: 

“Don Juan Manuel Frutos murió ejerciendo por segunda vez alternada el cargo de Presidente de la Corte Suprema de Justicia, en la cual dejó una impronta indeleble en su ejercicio de verdad y justicia, como pruebas irrefutables de una personalidad austera, responsable y servicial que durante gran parte de su vida estuvo a disposición los sagrados mandatos de la república”.
Diario PATRIA, edición del 16 de abril de 1960

Recibió honores póstumos en su condición de expresidente de la República, aparte de convertirse en el último presidente paraguayo en haber ejercido la presidencia de la Corte Suprema de Justicia como también la de presidente de la República del Paraguay. Por ende, Juan Manuel Frutos fue uno de los máximos líderes dentro del Partido Colorado, quien siempre refería que "Cuando las fuerzas opositoras son vencidas, se llega a un régimen de partido único, más peligroso aún que el primero, ya que aquí se forman internismos que debilitan la democracia de una nación. En su homenaje, una ciudad del departamento de Caaguazú lleva por denominación doctor Juan Manuel Frutos, ex pastoreo.